# Doce Pares de Francia
Los doce pares de Francia, a veces llamados paladines, eran una presunta y legendaria sección del ejército de Carlomagno compuesta por doce jóvenes familiares de los experimentados caballeros carolingios, hombres de su confianza, entre los que se encontraba Roldán, sobrino del Emperador. En algunos cantares de gesta franceses se afirma incluso que todos eran sobrinos del Emperador. 
Llegaron a orillas del Ebro como parte del ejército franco (20.000 según el Cantar de Roldán), para reforzar la columna principal. Su cometido era defender la Marca Hispánica. Lograron entrar en Pamplona y vencer a emires y príncipes moros. 
Tras esto, Carlomagno decidió volver a Francia, pero como los paladines de Carlomagno aún estaban sedientos de aventura, solicitaron el mando de la retaguardia para proteger al grueso de los contingentes. Traicionados por Ganelón, envidioso de Roldán y amigo del rey Marsil de Zaragoza, fueron emboscados en el desfiladero de Roncesvalles en los Pirineos por los vascones y los musulmanes (agosto de 778), lo que provocó la muerte de los doce pares: Roland o Roldán, Olivier u Oliveros, Gérin, Gérier, Béranger, Otón, Sansón, Ivón, Ivoire, Girart, Ansels y el arzobispo Turpín. Otra lista, extraída por Martín de Riquer del Poema de Fernán González, difiere ligeramente: Roldán, Oliveros, el arzobispo Turpín, Ogier el Danés o de Dinamarca, Valdovinos, Reinaldos de Montalbán, Terrín, Guadalbuey, Arnald, Angelero, Estolt y Salomón:

"Carlos, Valdovino, Roldán e don Ogero, / Terry e Guadalbuey, e Bernaldo e Olivero, / Torpyn e don Rynaldo, et el gascón Angelero, / Estol e Salomón, e el otro compannero. / Estos e otros muchos que vos he nombrados, / por lo que ellos ficieron serán siempre ementados; / si tan buenos non fueran, hoy seríen olvidados; / serán los buenos fechos hasta la fin contados..." (Poema de Fernán González, estrofas 350-351)

La leyenda se recoge también en un libro de caballerías francés, el Roman de Fierabras le Géant, de Jean Bagnion (Ginebra, 1478), que fue pronto traducido con gran éxito al castellano con el título de La historia del emperador Carlomagno y de los doce pares de Francia (Sevilla: Jacobo Cromberger, 1521, muy reimpreso), con mucha huella en el Don Quijote de la Mancha de Miguel de Cervantes y en el Romancero. En el siglo XIX, esta leyenda inspiró no pocas obras literarias cultas (y populares pliegos de cordel) en España, Portugal y Brasil.